# Hermann Danz
Hermann Danz (* 18. Oktober 1906 in Niederschelderhütte; † 5. Februar 1945 im Zuchthaus Brandenburg-Görden) war ein deutscher KPD-Funktionär und Widerstandskämpfer gegen den Nationalsozialismus. Danz wurde im Zuchthaus Brandenburg-Görden hingerichtet.

## Leben
Danz war der Sohn der Arbeiterin Anna Danz (später verheiratete Fischer). Er besuchte von 1913 bis 1921 die Volksschule in Schmalkalden und erlernte von 1921 bis 1924 das Schmiedehandwerk. Hier gründete er, nachdem er 1923 der KPD beigetreten war, 1925 eine Ortsgruppe des Kommunistischen Jugendverbandes Deutschlands.
Von 1928 bis 1931 besuchte er in Moskau die Internationale Lenin-Schule der Kommunistischen Internationale. Danach arbeitete er für den Moskauer Rundfunk als Übersetzer.
Nach Deutschland zurückgekehrt, gehörte er von 1931 bis 1933 der KPD-Bezirksleitung Thüringen zunächst als Instrukteur an, dann als Mitglied des Sekretariats. Nach der Machtergreifung der Nationalsozialisten wurde er von Februar bis März 1933 inhaftiert. Nach seiner Freilassung übernahm er die Leitung des in der Illegalität agierenden KPD-Bezirksvorstandes Magdeburg-Anhalt. In dieser Zeit lernte er seine Lebensgefährtin Eva Lippold kennen. Am 17. November 1933 wurde er erneut verhaftet und verbüßte eine dreijährige Zuchthausstrafe in den Zuchthäusern Luckau und Brandenburg. 
Nach seiner Freilassung 1937 übernahm er erneut seine illegale Funktion. Aus der Magdeburger Mühle und Zuckerfabrik organisierte er die Beschaffung und Verteilung von Lebensmitteln an Zwangsarbeiter. Zu der sich bildenden Widerstandsgruppe gehörten auch Hubert Materlik und Fritz Rödel. Über Martin Schwantes bestand Kontakt zur KPD in Berlin um Anton Saefkow und Franz Jacob. Nach Gründung des Nationalkomitees Freies Deutschland (Juli 1943) war Danz maßgeblich darin beteiligt, auf Grundlage der Positionen des NKFDs Menschen für den Sturz Adolf Hitlers zu gewinnen.
Am 9. Juli 1944 wurden diese Gruppen und auch Danz verhaftet und am 1. November 1944 vom Volksgerichtshof zum Tode verurteilt. Am 5. Februar 1945 wurde Danz im Zuchthaus Brandenburg-Görden zusammen mit Martin Schwantes, Friedrich Rödel, Johann Schellheimer und Theodor Neubauer hingerichtet.

## Ehrungen in der DDR
1950 wurde die Urne mit Hermann Danz’ sterblichen Überresten im Ehrenhain des Magdeburger Westfriedhofes beigesetzt. Die Stadt Magdeburg hat ihm zu Ehren eine Straße (Danzstraße) und die Kleinstadt Schmalkalden eine Realschule nach ihm benannt. Außerdem gibt es im sachsen-anhaltischen Hecklingen, im thüringischen Hermsdorf und in Sondershausen eine Hermann-Danz-Straße. Zu DDR-Zeiten hieß ein FDGB-Ferienheim in Friedrichroda (Thüringen) „Hermann-Danz-Heim“.